# Puuluup
Puuluup és un duet estonià de música acid folk fundat el 2014 per Ramo Teder (conegut com a Pastaques) com a solista i Marko Veisson. Els seus instruments són hiiu kannel/talharpa i els loops.
Puuluup representarà Estònia al Festival de la Cançó d'Eurovisió 2024 al costat de 5miinust amb (Nendest) narkootikumidest ei tea me (küll) midagi.

## Discografia

### Àlbums d'estudi
| títol             | Detalls                                                                                                | Posicions en llistes |
| títol             | Detalls                                                                                                | EST 4                |
| ----------------- | --- | -------------------- |
| Süüta mu lumi     | - Llançament: 1 de maig de 2018 - Discogràfica: Õunaviks - Formats: Descàrrega digital , streaming     | 31                   |
| Viimane suusataja | - Llançament: 17 de setembre de 2021 - Discogràfica: Õunaviks - Formats: Descàrrega digital, streaming |                      |

### Senzills
| Títol                                                                  | Any  | Àlbum o MP        |
| ---------------------------------------------------------------------- | ---- | ----------------- |
| " Martafana "                                                          | 2018 | Süüta mu lumi     |
| " Kasekesed "                                                          | 2019 | Viimane suusataja |
| " Käpapuu "                                                            | 2020 | Viimane suusataja |
| "Mama Can Do"                                                          | 2020 |                   |
| " Liigutage vastu "                                                    | 2021 | Viimane suusataja |
| " Paala järve vaala baar "                                             | 2021 | Viimane suusataja |
| " (Nendest) narkootikumidest ei tea me (küll) midagi " (amb 5miinust ) | 2023 |                   |